# Sanche IV (roi de Castille)
Pour les articles homonymes, voir Sanche IV et Sanche de Castille.
Sanche IV de Castille dit Sanche le Brave, né le 12 mai 1258 à Séville et mort le 25 avril 1295 à Tolède, fils d'Alphonse X de Castille, devient roi de Castille et de León en 1284 au détriment de son neveu Ferdinand de la Cerda, après avoir exercé la fonction de régent du royaume contre la volonté de son père de 1275 à 1284.

## Biographie

### Origines familiales
Sanche naît le 12 mai 1258 à Séville, selon certaines sources, mais en 1257 selon d'autres. 
Il est le deuxième fils du roi Alphonse X de Castille, après Ferdinand (1255-1275), appelé « Ferdinand de la Cerda ».
Sa mère est Yolande d'Aragon, sœur du roi d'Aragon Pierre III (le Grand).

### Crise de la succession d'AlphonseX(1275-1284)
En 1275, son frère Ferdinand de la Cerda laisse deux fils en bas âge, Alphonse, âgé de 4 ans, et Ferdinand, âgé de quelques mois, dont la mère est Blanche de France (1251-1320), fille de Louis IX.
Sanche profite de l'absence de son père Alphonse X, parti dans le Saint-Empire se faire élire roi des Romains. Il réunit les Cortès à Ségovie et se fait reconnaître comme héritier présomptif, au détriment de l'aîné de ses neveux et en contradiction avec loi successorale de Castille : primogéniture avec préférence masculine (les filles peuvent hériter, mais seulement après tous les fils). 
Il est aussi reconnu comme régent de Castille par une assemblée de complaisance réunie à Valladolid : c'est une révolte ouverte contre Alphonse X. 
La rivalité entre le roi légitime et le régent menace un temps l'unité du royaume, mais Alphonse X meurt en 1284, ouvrant la voie à une reconnaissance de son usurpation par les Cortès, puis à son couronnement à Tolède au cours de l'été 1284.

### Règne deSancheIV(1284-1295)
Il repousse une offensive menée par le sultan du Maroc et l'émir de Grenade.
Il s'allie à la France contre l'Aragon et se consacre aux guerres de la Reconquista contre les Maures du Maroc. En 1292, appuyé par les Génois, il est victorieux à la bataille de Tarifa, en Andalousie. Il réussit à faire régner la paix en Castille et en León, ses deux royaumes après qu'il eut lui-même créé le désordre.

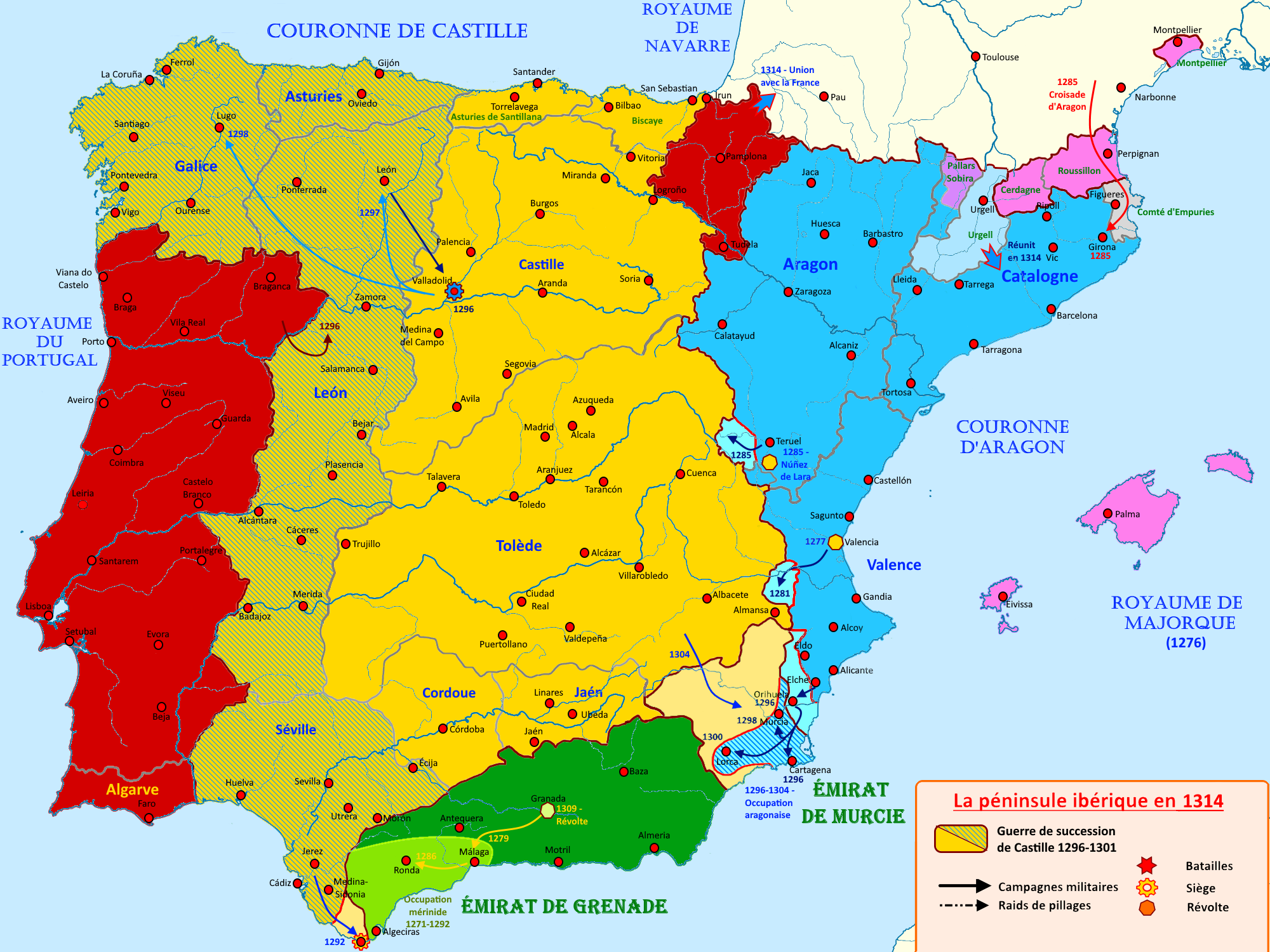
La Couronne de Castille de 1275 à 1314.

### Suites de son usurpation: la famille la Cerda de France
Alphonse de la Cerda et son frère Ferdinand sont emmenés en Aragon par Yolande. En 1303, Alphonse s'installe en France où la famille de la Cerda s'illustre avec son fils Louis et son petit-fils Charles.

## Mariage et descendance
Sanche IV épouse, en juillet 1282 à Tolède, María Alfonso de Molina y Mesa, plus fréquemment désignée comme Marie de Molina (née après 1260, morte le 1er juillet 1321 à Valladolid), qui exerce la régence du royaume à deux reprises :
- de 1295 à 1301, pendant le règne de son fils aîné, conjointement avec Henri de Castille (oncle de Sanche IV) ;
- de 1312 à 1321, au nom de son petit-fils, conjointement avec ses deux fils cadets Pierre et Philippe (oncles du jeune roi).

On connaît sept enfants de l'union de Sanche IV et Maria de Molina :
- Isabelle (1283-1328), épouse Jacques II d'Aragon roi de Sicile et d'Aragon ;
- Ferdinand IV (1285-1312) ;
- Alphonse (1286-1291) ;
- Henri (1288-1299) ;
- Pierre (1290-1319) ;
- Béatrice (1293-1359), épouse en 1309 Alphonse IV de Portugal ;
- Philippe (1292-1327), qui épouse Marguerite de la Cerda.